# Feminism radical

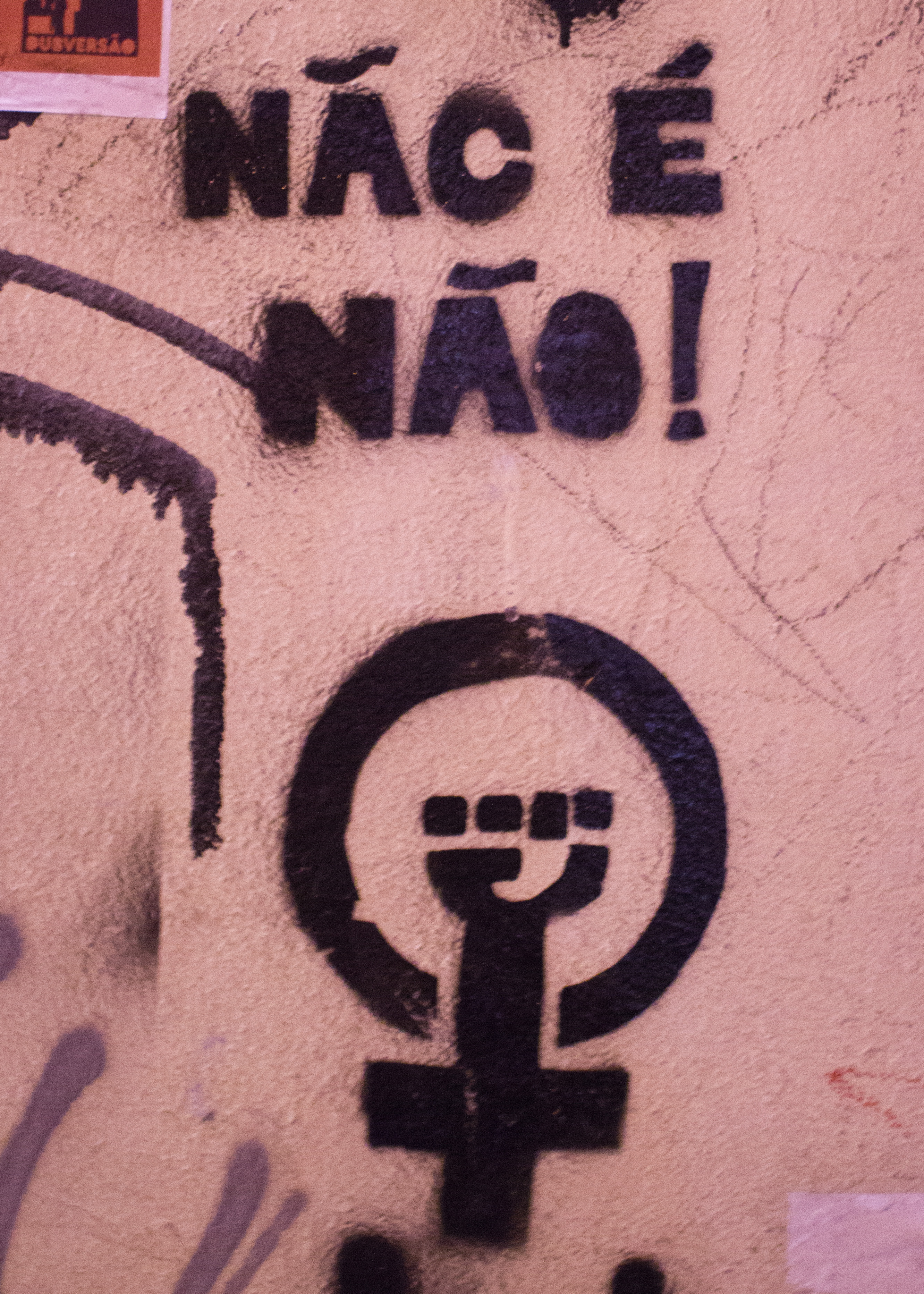
Graffiti feminist pe un perete din São Paulo cu ocazia unei manifestări în 2012.

Feminismul radical este un „curent” în contextul feminismului, care se concentrează pe teoria patriarhatului ca un sistem de putere ce organizează societatea într-un complex de relații bazate pe ipoteza „supremației masculine”, utilizată pentru a asupri femeile.

## Ce este feminismul?
Feminismul este o reacție defensivă și ofensivă față de misoginism și sexism. Acesta are ca obiectiv principale  valorificarea experiențelor femeiești și feminine în mod similar cu cele bărbătești și masculine, iar din punct de vedere politic, își propune obținerea unui tratament egal față de norme, instituții, practici publice și private, egalitate de șanse în ceea ce privește autonomia și autoafirmarea persoanei. Ideile de bază de la care pornește feminismul sunt: în mod universal, în cadrul tuturor culturilor și civilizaților, femeile sunt aservite doar pentru că sunt femei; relațiile de gen sunt concepute de culturile patriarhale ci nu naturale și pun femeia pe un loc inferior bărbatului; și, pentru a elimina inegalitățile de gen este necesară o angajare politică.
Există tot atâtea definiții ale feminismului câte feminisme există. El face referire la acțiunile și teoriile care au scopul de a stopa dominația masculină în sfera publică și în cea privată și reprezintă „angajamentul politic al femeilor, pentru femei, ca femei” (R. Amy Elman). 
Feminismul ca ideologie are drept scop principal crearea unui nou limbaj politic, care să includă probleme specific feminine și care să transforme femeia din obiect al politicii în actor și subiect al acesteia. Astfel, teoriile politice deja existente au fost remodelate iar termenii folosiți în cadrul acestora au fost adaptați astfel încât să permită egalitatea politică între femei și bărbați. Ceea ce este comun tuturor ramurilor feministe este un „nucleu feminist” care poate fi redus la trei concepte-cheie: femeie, experiență și politici personale. Acestea pot fi puse în relație în forma următoare:
- femeile sunt un grup oprimat de ideologia patriarhală;
- indiferent de clasă, rasă, etnie, femeile au în comun o serie de experiențe similare;
- problemele femeilor nu sunt personale ci politice.

Discriminarea femeilor se produce în baza misoginismului, termen care poate fi definit ca ura, teama, disprețul sau desconsiderarea față de femei. Termenul a fost înlocuit în mare parte de cel de sexism odată cu feminismul valului II. Spre deosebire de misoginism, care are în special conotații psihologice, termenul de sexism este unul mai larg, cu implicații la nivel juridic, etic, politic sau sociologic. Dacă misoginismul se raportează la prejudecăți, sexismul se raportează la discriminare. Acesta poate fi definit drept ideologia supremației bărbătești, iar forma de organizare socială specifică acestei ideologii este patriarhatul. Spre deosebire de teoriile clasice, nefeministe, care marginalizau experiențele femeiești, considerându-le non-politice și nedemne de a fi luate în calcul, feminismul valorizează tocmai aceste lucruri și le aduce în prim-plan.
Simultan cu teoria politică feministă s-a dezvoltat și mișcarea politică feministă. Aceasta a militat pentru schimbări legislative, cum ar fi dreptul la vot sau la proprietate, schimbări sociale și politice, cum ar fi admiterea femeilor în toate formele de educație și în Parlament, sau înființarea de organizații și obținerea unor schimbări informale precum refugii pentru femei sau organizaților internaționale pentru sprijinirea acestora. Inițial femeile nu au luat parte la viața politică, nici ca obiect nici ca subiect al acesteia, domeniul fiind unul rezervat exclusiv bărbaților. Această abordare s-a modificat semnificativ în anii ’60, când teoria și practica politică au căpătat aspecte multicentrice, odată cu apariția mișcărilor de stânga și a feminismului valului II.
Reacția la feminism este, de cele mai multe ori antifeminismul preventiv. El reprezintă o ofensă culturală și politică care se manifestă înainte de expunerea la scară largă a feminismului cu scopul de a denigra mișcarea și de a-i reduce credibilitatea în spațiul public.

### Valul I
Feminismul valului I a avut ca scop principal obținerea unui statut juridic egal între femei și bărbați, fiind numit și „feminismul egalității”. Această etapă s-a încheiat odată cu obținerea drepturilor egale din punct de vedere formal prin consemnarea acestora în Constituție. A fost centrat pe obținerea dreptului de vot, a accesului la educație și pe recunoașterea drepturilor civile și politice, considerând că astfel se va ajunge la egalitate între bărbați și femei.
Un punct important a fost atins odată cu Primul Război Mondial, când datorită plecării pe front a bărbaților, femeile au fost nevoite să accepte să muncească în spațiul public, demonstrându-și astfel capacitatea de a presta același tip de muncă precum bărbații. Principala critică adusă acestui val este faptul că a luat în considerare doar problemele femeilor albe, din clasa de mijloc.

### Valul II
Obiectivele valului I au fost atinse, până la mijlocul secolului XX, pentru cele mai multe femei, însă doar la nivel formal. Din acest motiv a început feminismul valului II, care pune accent asupra diferenței și eliberării. Problema pusă este de ce, în ciuda egalității formale, femeile sunt cetățene de rangul doi în continuare. Este necesar ca ele să devină asemenea bărbaților pentru a beneficia de tratament egal nu doar de drepturi egale?
În această etapă a fost teoretizat patriarhatul, care reprezintă un principiu structural al tuturor societăților în baza căruia se legitimează puterea bărbaților asupra femeilor. Astfel femeia poate întreprinde acțiuni limitate, nu are acces la putere sau la cunoaștere. Feminismul valului II a fost marcat și de introducerea studiilor de gen la nivel universitar, ceea ce a permis o dezvoltare teoretică mai prolifică dar și o specializare a domeniului.
Una din cele mai importante progrese făcute în cadrul valului II a fost reconsiderarea conceptelor de public și privat. Sloganul sub care feministele și-au desfășurat activitatea în această perioadă a fost ceea ce este personal este și politic. Problemele abordate țin de drepturile femeilor dincolo de ușa casei și de asigurarea unei egalități de facto între cele două sexe, nu doar a unei egalități formale.
Acum este momentul în care feminismul devine dintr-o ideologie compactă o mișcare multilaterală, având în componența sa abordări precum feminismul liberal, cel marxist, cel radical, ecofeminismul și altele.

### Valul III
Feminismului valului III apare în contextul extinderii postmodernismului la sfârșitul anilor ’80 și începutul anilor ’90. Acesta reformulează agenda, îndreptând-o spre un feminism al identităților multiple. Accentul cade pe puterea femeilor, acesta fiind un veritabil feminism al puterii și renunțând la abordarea victimistă anterioară. El este o reacție la ideea de postfeminism și are la bază obținerea autonomiei prin valorizarea experiențelor specific femeiești și consideră că situația actuală, în care femeile sunt
promovate ca obiecte sexuale, este un mod de manifestare al patriarhatului care încearcă să limiteze libertatea femeilor și accesul acestora la puterea politică.

## Feminismul radical
Feminismul radical consideră bărbații o clasă asupritoare, exclusiv responsabilă pentru subjugarea femeilor. Ele consideră că nu putem avea o societate complet neutră la gen deoarece acesta este deja prezent la nivelul psihicului bărbaților și nu poate fi eliminat. De aceea este necesară o despărțire totală față de aceștia, atât la nivel politic cât și la nivel teoretic. Astfel femeile vor învăța să valorizeze propriile experiențe și vor reuși o reordonare a societăților. Oprimarea patriarhală este primară, celelalte tipuri de oprimare fiind suprapuse acesteia. Ea se regăsește în aproape toate culturile, și la toate nivelele vieții publice și private.
Feministele susțineau că diferențele dintre bărbați și femei nu sunt naturale, aservirea este făcută social, de către bărbați, prin intermediul politicii, economiei, a religiei. Faptul că femeile pot da viață nu este nicidecum o slăbiciune a acestora, ci mai degrabă un avantaj. Este, de asemenea, unul din motivele pentru care femeile sunt mai înclinate spre viață, având o esență biofilă, iar bărbații au o esență necrofilă, fiind atrași de mecanic și artificial, atracție care se manifestă prin conflict, violență și bineînțeles război.

### Apariție
Feminismul radical a apărut în SUA, odată cu mișcările politice din anii ’60. Deși implicate de asemenea în proteste și manifestații, femeilor din organizațiile „revoluționare” li s-au atribuit în continuare roluri specific feminine, neavând acces la procesele prin care se lua decizia (Miroiu, 2004, 152). Între inițiatoarele mișcării se regăsesc Shulamith Firestone, Kathie Sarachild, Ti-Grace Atkinson, Carol Hanisch și Judith Brown. Acestea au pornit de la înființarea unor organizații precum Frontul pentru Eliberarea Femeilor UCLA.

### Agenda politică și tipuri de acțiune
O schimbare importantă adusă de feminismul radical a fost aceea că au încercat să se adreseze publicului larg, asigurându-și o largă vizibilitate și că au pus pe agenda politică probleme specifice femeilor, considerate până la acel moment tabu. Agenda propusă a fost una practică ce cuprindea crearea unor centre de ajutorare pentru victimele violenței conjugale, crearea unor mecanisme care să facă străzile sigure, inclusiv noaptea, pentru ca femeile să poată beneficia astfel de libertatea de mișcare (lozinca acestei propuneri a fost „reclaming the night"), mișcări pentru sănătatea femeilor și a drepturilor acestora asupra propriului corp, dar și pentru incriminarea violenței conjugale.
Un mod de acțiune al acestora a fost organizarea unor întâlniri cu femei pentru a vedea care sunt problemele acestora, prin organizarea unor grupuri. Acestea au reprezentat o modalitate de stabilire a agendei feministe radicale. Principalele probleme identificate au fost violul, inclusiv cel marital, prostituția forțată, bătaia, hărțuirea sexuală, și, cel mai important, neputința de a exprima aceste probleme. Motivul pentru care femeile nu vorbeau despre aceste lucruri decât cu alte femei, doar în intimitatea casei lor (în special în bucătărie, loc destinat femeii), era acela că erau considerate tabu-uri, lucruri indecente, despre care o femeie cuviincioasă nu se cade să vorbească. Victima era învinovățită pentru ceea ce a pățit, considerându-se că și-a provocat agresorul sau ca s-a expus singură ori datorită comportamentului său ori datorită faptului că se afla într-un anumit loc.

### Ce a obținut feminismul radical
Cea mai importantă contribuție a feminismului radical a fost aducerea pe agenda politică a problemelor specific feminine și atragerea atenției asupra existenței acestora. De asemenea, la nivel legislativ s-a obținut protejarea femeilor în fața violenței domestice, încriminarea violului ca vătămare adusă victimei și nu ca lezare adusă bărbatului care „deține” femeia (mai mult, ONU chiar a admis violul în timpul războiului ca fiind crimă de război).

### Dominația feministă în discuțiile despre violență în familie
Violența interpersonală și violența în familie sunt adesea definite prin prisma feminismului, iar discuțiile despre acestea sunt aproape mereu un construct feminist mai ales din cauza studiilor care arată că cele mai multe victime sunt femei, dar și pentru că este mai probabil ca o femeie sa fie agresată (National Violence Against Women Survey).

### Critică
Feministele radicale au fost, în mare parte, femei albe din clasa mijlocie, mai ales deoarece majoritatea femeilor din clasa muncitoare și a celor de culoare nu înțelegeau problemele și obiectivele feministe. Însă, baza demografică restrânsă care rezultă a limitat autenticitatea generalizărilor care se bazau pe experiența personală a feministelor radicale. O dată cu Noua Stângă, feministele radicale au fost acuzate că sunt „antistânga” și „apocaliptice”, deși ele s-au considerat mai mult ca „radicalizând stânga prin extinderea definiției de radical”, fapt care a condus la terminarea relațiilor politice cu grupuri de stânga dominate de bărbați.